# John Anderson (ur. 1878)
John William Anderson (ur. 1878; zm. ?) – angielski piłkarz. Grał jako pomocnik.

## Kariera
Urodzony w hrabstwie Durham Anderson karierę rozpoczynał w nieligowym zespole Crook Town, po czym w grudniu 1896 roku podpisał kontrakt z Woolwich Arsenal. 1 stycznia 1897 roku zadebiutował w tym klubie, w spotkaniu ligowym z Darwen. W sezonie 1896/1897 był podstawowym zawodnikiem klubu, grając na trzech różnych pozycjach w linii pomocy. Jego wszechstronność spowodowała, że przez następne pięć lat był podstawowym graczem Arsenalu.
W sezonie 1900/1901 nie wystąpił tylko w dwóch ligowych spotkaniach. Dalej był również wykorzystywany jako wszechstronny pomocnik, bez nominalnej pozycji. W 1902 roku po przybyciu Roddy’ego McEachrane’a Anderson stracił miejsce w zespole. W sezonie 1902/1903 rozegrał osiem meczów i następnie opuścił Arsenal. Dla londyńskiego klubu rozegrał łącznie 153 spotkania i strzelił 11 bramek. W 1903 roku przeszedł do Portsmouth, gdzie grał przez rok.